# The Bad Education Movie
The Bad Education Movie est un film britannique sorti en 2015, réalisé par Elliot Hegarty et écrit par Freddy Syborn et Jack Whitehall.
Le film est basé sur la sitcom Bad Education (série télévisée). L'intrigue est similaire et met en scène le jeune professeur Alfie Wickers, interprété par Jack Whitehall, et son incapacité à superviser et par la même occasion éduquer la classe K.
Le tournage du film s'est déroulé sur cinq semaines à partir du 23 février 2015. Le film est sorti au Royaume-Uni le 21 août 2015 et est distribué par Entertainment Film Distributors.

## Synopsis
Alfie Wickers emmène la classe K à Amsterdam pour un voyage scolaire. Mitchell a mis des champignons magiques dans la crêpe d'Alfie à son insu, lui provoquant des hallucinations. Il est alors persuadé que Jing est un panda et que le mannequin représentant Anne Frank est vivant. Il le vole au musée et finit par le jeter dans un canal.
Un an plus tard, l'association de parents d’élèves dirigée par Susan Poulter, la mère de Joe, insiste pour que Alfie se fasse renvoyer de l’école, mais Martin Wickers, Fraser et Rosie veulent lui donner une autre chance et proposent d'organiser une visite surprise dans sa classe. Ils ne savent pas que Mitchell a voulu tatouer « CLASS K FOREVER » sur le dos d'Alfie, mais qu'il n'a réussi qu'à inscrire « CLA ». Ils font irruption dans la classe en plein milieu d'un jeu provoquant un énorme désordre, qui se termine avec un malencontreux incident impliquant Susan Poulter et le hamster de la classe.
Alfie informe ses élèves qu'ils vont faire un voyage à Cornwall, tout en se remémorant d'un voyage à « Shagaluf » avec ses amis d'enfance.

## Fiche technique
- Réalisation : Elliot Hegarty
- Scénario : Freddy Syborn et Jack Whitehall

## Distribution
- Jack Whitehall : Alfred « Alfie » Wickers
- Mathew Horne : Shaquille « Simon » Fra$er
- Sarah Solemani : Rosie Gulliver
- Harry Enfield : Martin Wickers
- Nikki Runeckles : Chantelle Parsons
- Kae Alexander : Jing Hua
- Ethan Lawrence : Joe Poulter
- Charlie Wernham : Mitchell Harper
- Jack Binstead : Leslie « Rem Dogg » Remmington
- Layton Williams : Stephen Carmichael
- Weruche Opia : Cleopatra Ofoedo
- Jeremy Irvine : Atticus Hoye
- Bruce Mackinnon : Grant Dodd
- Talulah Riley : Phoebe
- Iain Glen : Pasco Trevelyan
- Steve Speirs : Don
- David Gant : Mick
- Sheila Reid : Margot
- Joanna Scanlan : Susan Poulter
- Hilary Gish : Mme Carmichael
- Clarke Peters : Commandant Andrews
- Marc Wootton : Officier Geoffrey
- Steve Oram : Officier Rowe
- Tony Maudsley : Barman du « Yo Ho Ho »
- Tom Davis : Big Tom

## Production
Le tournage du film s'est déroulé sur cinq semaines à partir du 23 février 2015.

## Accueil
Le film a reçu des critiques mitigées à bonnes, certaines faisant l'éloge du caractère décalé du film et de sa direction, tandis que d'autres ont critiqué l'humour grossier et la représentation faite de la ville de Cornwall. Le film détient actuellement la note moyenne de 67% sur le site Rotten Tomatoes sur la base de six critiques et une note d'audience de 50% basée sur la moyenne de 581 critiques (en septembre 2015), indiquant donc que le film a globalement reçu des critiques mitigées. Le film n'est pas classé sur Metacritic.
Des critiques positives émanent de Chris Tilly de IGN Movies, qui écrit : « Elliot Hegarty réalise le film dans un style qui transcende sa nature télévisuelle, et au bout du compte, il y a suffisamment de bonnes blagues pour que le film en vaille la peine », et qui accorde au film une note de 6,6/10. Henry Fitzherbert du Daily Express écrit : « on rigole suffisamment pour que le film rencontre un succès avec un public cible ». Fionnuala Halligan du Screen International qualifie le film de « étonnamment hilarant ».
Des critiques négatives émanent de Matthew Turner de The List, qui écrit : « il y a très peu de mérite ici, à moins que vous ne soyez un fan de Jack Whitehall intéressé par ses multiples débordements ». Mike McCahill du Guardian écrit : « on sent que Jack Whitehall et le co-scénariste Freddy Syborn incitent les uns et les autres à voir qui peut racler les fonds de tiroir le plus vite et le moins discrètement ».
Le critique de cinéma britannique Mark Kermode a critiqué le manque d'humour, l'utilisation excessive de l'humour grossier, et la représentation offensante de la ville de Cornwall et de ses habitants.